# Gaston de Banneville
Gaston-Robert de Banneville (1818 - 1881) was een Frans monarchistisch politicus.
Gaston, marquis de Banneville was een legitimist, een aanhanger van het Huis Bourbon. Hij was van 23 november tot 13 december 1877 minister van Buitenlandse Zaken in het kabinet-De Rochebouët ten tijde van de Derde Franse Republiek.
Samen met François-Adolphe de Bourqueney onderhandelde hij namens Frankrijk het Verdrag van Zürich in 1859.